# 蓮専寺 (和歌山県由良町)
蓮専寺（れんせんじ）は、和歌山県日高郡由良町にある浄土真宗本願寺派の寺院。山号は端政山。本尊は阿弥陀如来。

## 歴史
開基は藤太夫（道西）といい、文明17年（1485年）、山科本願寺で本願寺第8世蓮如の法話を聞いて感銘し、蓮如から六字名号を頂いた。その後、横浜に道場を建て、永正4年（1507年）第9世実如から「釈道西」の法名を頂いた。その二つは寺宝として今に残っている。天正11年（1583年）に現在地に移り、元禄2年（1689年）寺号を許され、本尊の阿弥陀如来木像は、本願寺第14世寂如から下賜された。「蓮専寺文書」（4冊）は、由良町の文化財第9号に指定されている。

## 周辺
- 旧日本海軍紀伊防備隊跡碑

## 交通
- 紀伊由良駅